# Rozwój Katowice
Rozwój Katowice – polski klub sportowy piłki nożnej z Katowic grający w IV lidze.

## Historia
Klub wywodzi się z Towarzystwa Gimnastycznego „Sokół” Katowice-Brynów założonego w 1919 roku. 27 listopada 1925 roku klub zarejestrowano w Górnośląskim Związku Okręgowym Piłki Nożnej, toteż jest to oficjalna data powstania klubu. Pierwszym prezesem klubu był Robert Neuman. Założycielami klubu byli pracownicy kopalni Wujek wraz z rodzinami: Emanuel Wakerman, Robert Neuman, Alfred Hatko, Franciszek Student, Wilhelm Kwiatkowski, Wincenty Poloczek, Franciszek Kluzik. 26 stycznia 1927 roku w Okręgowym Związku Bokserskim zarejestrowano sekcję bokserską, co uczyniło z klubu Rozwój Katowice klub wielosekcyjny. Z biegiem lat w klubie powstawały kolejne sekcje sportowe: w 1927 – sekcja siatkówki, w 1930 – sekcja gimnastyczna, w 1954 – sekcja tenisa stołowego, w 1960 – sekcja rugby, w 1962 – sekcja lekkoatletyczna, w 1963 – sekcja piłki ręcznej, w 1971 – sekcja koszykówki, w 1984 – sekcja gimnastyki artystycznej i sekcja szachowa.
W 1939 roku Rozwój Katowice awansował do A-klasy, lecz w wyniku wybuchu II wojny światowej klub zawieszono. Reaktywowano go po wojnie we wrześniu 1946 roku. W sezonie 1947-1948 klub zgłoszono do rozgrywek C-klasy. W latach 1949–1952 w wyniku fuzji z KS Ligocianką Ligota zmiana nazwy na ZKS GÓRNIK Katowice-Ligota. W 1957 roku drużyna tenisa stołowego awansowała do klasy „A”. W sezonie 1993/1994 klub wywalczył awans do IV ligi, w sezonie 1995/1996 klub wszedł do III ligi. W następnym sezonie 1997/1998 klub spadł do IV ligi, natomiast w sezonie 1998/1999 drużyna kolejny raz awansowała do III ligi. W sezonie 2000/2001 drużyna zdobyła –
4. miejsce w rozgrywkach III ligi. Od 1998 roku drużyna nieprzerwanie występowała w III lidze. W sezonie 2006/2007 klub uplasował się na 9. miejscu.
Obecnie w klubie Rozwój Katowice szkoli się około 300 piłkarzy. Nazwa Rozwój ma inspirować członków do aktywnego rozwoju sportowego.

## Kalendarium wydarzeń dziejowych klubu
| rok  | wydarzenie                                                                                                 |
| ---- | --- |
| 1925 | założenie Klubu Sportowego Rozwój Katowice                                                                 |
| 1926 | pierwsza wzmianka w prasie o klubie                                                                        |
| 1926 | udział w rozgrywkach o Puchar Zakładów Hohenlohe                                                           |
| 1927 | założenie sekcji bokserskiej – Rozwój klubem wielosekcyjnym                                                |
| 1927 | założenie sekcji siatkówki                                                                                 |
| 1930 | założenie sekcji gimnastycznej                                                                             |
| 1935 | oddanie boiska przy ulicy Mikołowskiej                                                                     |
| 1939 | zawieszenie działalności klubu z powodu II wojny światowej                                                 |
| 1946 | reaktywowanie działalności klubu po zakończeniu wojny                                                      |
| 1947 | zgłoszenie drużyny piłkarskiej do rozgrywek klasy „C”                                                      |
| 1949 | połączenie KS Rozwój z KS Ligocianką – powstaje ZKS Górnik Katowice-Ligota                                 |
| 1952 | zerwanie więzi unijnych z KS Ligocianką – KS Rozwój powraca do własnych korzeni                            |
| 1953 | boisko na Załęskiej Hałdzie bazą sportową KS Rozwój                                                        |
| 1954 | powołanie sekcji tenisa stołowego                                                                          |
| 1956 | oddanie boiska przy ulicy Mikołowskiej do użytku sportowcom KS Rozwój                                      |
| 1957 | awans drużyny tenisa stołowego do klasy „A”                                                                |
| 1960 | KS Rozwój przejmuje pierwszoligową sekcję rugby z Górnika Kochłowice                                       |
| 1962 | powołanie sekcji lekkoatletycznej                                                                          |
| 1963 | powołanie sekcji piłki ręcznej                                                                             |
| 1967 | likwidacja sekcji tenisa stołowego                                                                         |
| 1968 | połączenie KS Rozwój z KS Górnik Piotrowice – MZKS Rozwój Katowice-Południe                                |
| 1968 | decyzja o budowie ośrodka sportowego KWK Wujek                                                             |
| 1971 | powstanie sekcji koszykówki                                                                                |
| 1974 | oddanie do użytku stadionu przy ulicy Zgody 28                                                             |
| 1979 | pierwszy awans drużyny piłkarskiej na szczebel centralny                                                   |
| 1980 | likwidacja drużyny kobiet w piłce ręcznej                                                                  |
| 1981 | likwidacja sekcji brydża sportowego                                                                        |
| 1982 | upadek sekcji lekkoatletycznej                                                                             |
| 1983 | awans drużyny koszykarskiej na szczebel centralny                                                          |
| 1984 | powołanie sekcji gimnastyki artystycznej                                                                   |
| 1984 | przejęcie przez klub sekcji szachowej                                                                      |
| 1989 | likwidacja sekcji gimnastyki artystycznej                                                                  |
| 1989 | likwidacja sekcji: koszykówki, męskiej drużyny piłki ręcznej, szachowej                                    |
| 1992 | oddanie do użytku budynku klubowego dla sportowców, KS Rozwój klubem jednosekcyjnym                        |
| 1994 | awans drużyny piłki nożnej do IV ligi                                                                      |
| 1996 | awans drużyny piłki nożnej do III ligi                                                                     |
| 1997 | spadek drużyny piłki nożnej do IV ligi                                                                     |
| 1998 | awans drużyny piłki nożnej do III ligi                                                                     |
| 2000 | 4. miejsce w rozgrywkach III ligi                                                                          |
| 2008 | spadek drużyny piłki nożnej do III ligi (reorganizacja rozgrywek; III liga – czwarty szczebel rozgrywkowy) |
| 2010 | zdobycie Pucharu Polski na szczeblu Śląskiego Związku Piłki Nożnej                                         |
| 2011 | zdobycie brązowego medalu Mistrzostw Polski Juniorów Młodszych (rocznik 1994)                              |
| 2011 | zdobycie Pucharu Polski na szczeblu ŚlZPN i osiągnięcie 1/16 finału Pucharu Polski na szczeblu centralnym  |
| 2012 | awans drużyny piłki nożnej do II ligi (szczebel centralny, trzeci szczebel rozgrywkowy)                    |
| 2015 | awans drużyny piłki nożnej do I ligi (szczebel centralny, drugi szczebel rozgrywkowy)                      |
| 2016 | spadek drużyny piłki nożnej do II ligi                                                                     |
| 2018 | awans do Centralnej Ligi Juniorów U-15 (rocznik 2004)                                                      |
| 2019 | spadek drużyny piłki nożnej z II ligi i wycofanie się z rozgrywek                                          |
| 2020 | przystąpienie drużyny piłki nożnej do rozgrywek IV ligi                                                    |

## Sukcesy
- I liga – 2015/2016
- 1/16 finału Pucharu Polski – 2011/2012 (rezerwy), 2013/2014
- Puchar Polski Śląski ZPN – 2009/2010, 2010/2011 (rezerwy)
- 1/8 finału Pucharu Polski – 2018/2019

## Stadion
Pierwszym boiskiem, na którym piłkarze Rozwoju Katowice rozgrywali swoje mecze był plac wojskowy 73 Pułku Piechoty przy ulicy Koszarowej. Obecnie tereny te podlegają kąpielisku „Bugla”. Za szatnie służyły pomieszczenia położone przy ulicy Mikołowskiej 109 – w restauracji „Rzychoń”, natomiast sekretariat znajdował się przy ulicy Św. Barbary 8 – w prywatnym mieszkaniu działacza Wilhelma Kwiatkowskiego. Kolejnym boiskiem, które służyło do 1969 roku piłkarzom klubu był obiekt przy ulicy Mikołowskiej. Boisko to powstało pomiędzy 1930 a 1935 rokiem i służyło sportowcom do wybuchu II wojny światowej. Po wojnie w latach 1946–1956 odnowiono boisko, a także zbudowano boisko do siatkówki, koszykówki, piłki ręcznej, bieżnię czterotorową oraz rzutnie i skocznie o nawierzchni ziemnej. W 1969 roku w wyniku przebudowy ronda im. Maczka teren gdzie znajdowało się boisko zostało zabrane przez Urząd Miasta Katowice pod budowę Centralnego Ośrodka Informatyki Górniczej (COIG). Przez następnych kilka lat piłkarze grywali na obiektach KS Ligocianki i Górnika Piotrowice. W 1974 roku zostało oddane do użytku obecne boisko przy ulicy Zgody. W latach 1983–1984 z powodu jego remontu drużyna Rozwoju Katowice rozgrywała mecze na obiekcie Kolejarza Katowice, natomiast trenowała na Załęskiej Hałdzie. Obecnie na obiekt sportowy klubu składa się: stadion posiadający 970 krzesełek, trzy boiska treningowe, budynek klubowy i kilka pomieszczeń organizacyjnych. Na stadionie swoje spotkania w ramach Polskiej Ligi Futbolu Amerykańskiego do 2012 roku rozgrywali futboliści AZS Silesia Rebels (obecnie grają na Stadionie Śląskim).
Obiekty Klubu Sportowego Rozwój Katowice położone są w dzielnicy Katowice – Brynów przy Kopalni Węgla Kamiennego „Wujek”. Obiekty są bardzo dobrze skomunikowane z pozostałą częścią miasta i aglomeracji. W promieniu 3 km znajdują się: autostrada A4, Drogowa Trasa Średnicowa oraz najważniejsze drogi krajowe. Obiekty Rozwoju Katowice znajdują się 5 km od ścisłego centrum Katowic oraz największych centrów komunikacyjnych i handlowych. Łączna powierzchnia obiektów wynosi 6,7 hektara. Główny wjazd znajduje się od strony ulicy Zgody, pozostałe od ulic: Ligockiej, Załęskiej i W.Pola.
Klub Sportowy Rozwój dysponuje stadionem głównym o ogólnej liczbie miejsc siedzących 970. Wokół boiska o wymiarach 105 × 68 metra rozmieszczonych jest 9 sektorów w tym sektor VIP, sektor media oraz sektor przystosowany do przyjęcia zorganizowanej grupy kibiców przyjezdnych (sektor „A” – 204, sektor „B” – 96, sektor „C” – 96, sektor „D” – 204, sektor „VIP” – 112, sektor media – 46, sektor „H-gości” – 210). Wszystkie miejsca siedzące to krzesełka w kolorach zielonym i żółtym.
Stadion wyposażony jest w trzy główne bramy wejściowe (w tym jedną tylko dla kibiców przyjezdnych na ich sektor), wejście na płytę boiska dla zawodników i sędziów, miejsca przystosowane dla osób niepełnosprawnych, spikerkę, centrum dowodzenia, telebim, internet bezprzewodowy oraz monitoring.
Poza stadionem klub dysponuje dwoma boiskami treningowymi oraz dwoma budynkami klubowymi. W budynku A znajdują się biura zarządu oraz szatnie i inne pomieszczenia zaplecza sportowego, biura firm, natomiast w budynku B znajduje się siłownia.

## Trenerzy
| Lata                  | Trener                         |
| --------------------- | ------------------------------ |
| 1932                  | Alojzy Łomzik                  |
| 1950-1953             | Gerard Orszulka                |
| 1953-1954             | Spirydion Albański             |
| 1954-1957             | Stanisław Kinowski             |
| 1957-1959             | Teodor Orszulik                |
| 1960-1962             | Stanisław Proksza              |
| 1962-1968             | Franciszek Podleśny            |
| 1968-1972             | Jan Boron                      |
| 1972                  | Alojzy Nowak                   |
| 1972-1973             | Karol Okoń                     |
| 1974-1976             | Gerard Koźlik                  |
| 1976-1980             | Joachim Krajczy                |
| 1980-1982             | Antoni Nieroba                 |
| 1983-1985             | Andrzej Gajewski               |
| 1982-1983, 1985, 1988 | Stanisław Wilk                 |
| 1985-1986             | Piotr Orszulik                 |
| 1986-1988, 1989-1991  | Janusz Kubica                  |
| 1991-1992             | Kazimierz Krupa                |
| 1992-1995             | Jerzy Kuczera                  |
| 1995, 1998, 2000      | Mirosław Woźnica               |
| 1995-1997             | Romuald Oryńczak               |
| 1997                  | Wiesław Messyasz               |
| 1997-1998             | Krzysztof Rzeszutek            |
| 1998-2000             | Eugeniusz Pluta                |
| 2000                  | Jerzy Michajłow                |
| 2000-2002             | Grzegorz Borawski              |
| 2002-2003             | Alojzy Łysko                   |
| 2003                  | Dariusz Fornalak               |
| 2003-2004             | Mirosław Mosór                 |
| 2004                  | Ryszard Kalinowski             |
| 2004                  | Henryk Grzegorzewski           |
| 2004-2005             | Marek Koniarek                 |
| 2005                  | Czesław Mika                   |
| 2005-2006             | Marek Piotrowicz               |
| 2006-2007             | Krzysztof Szybielok            |
| 2007-2008             | Marek Koniarek                 |
| 2008                  | Piotr Stach                    |
| 2008-2009             | Krzysztof Izydor               |
| 2009-2010             | Damian Galeja                  |
| 2010-2013             | Mirosław Smyła                 |
| 2013-2015             | Dietmar Brehmer                |
| 2015-2015             | Marek Motyka                   |
| 2015-2016             | Mirosław Smyła                 |
| 2016-2017             | Tadeusz Krawiec                |
| 2017                  | Marek Koniarek                 |
| 2017-2018             | Michał Majsner, Rafał Bosowski |
| 2018-nadal            | Marek Koniarek, Rafał Bosowski |

## Prezesi
| Lata      | Prezes               |
| --------- | -------------------- |
| 1925-33   | Robert Neuman        |
| 1934-37   | Karol Rajnoch        |
| 1938-39   | Józef Bluszcz        |
| 1946-52   | Robert Neuman        |
| 1953-54   | Edward Krzemiński    |
| 1955-56   | Bronisław Antkowiak  |
| 1957-60   | Adam Koziarz         |
| 1961-63   | Ludwik Moric         |
| 1964-65   | Edmund Zawada        |
| 1966-68   | Marian Gustek        |
| 1969-74   | Jerzy Osiecki        |
| 1975-80   | Marian Czajka        |
| 1981-83   | Władysław Stój       |
| 1984-91   | Wacław Ciszek        |
| 1991-2001 | Mariusz Korzeniowski |
| 2002-2008 | Aleksander Zembok    |
| 2008-2015 | Adam Zelek           |
| 2015-2017 | Zbigniew Waśkiewicz  |
| od 2017   | Sławomir Mogilan     |

## Obecny skład
Stan na 30 sierpnia 2023
| Nr | Poz. | Piłkarz              |
| -- | ---- | -------------------- |
|    |      |                      |
| 22 | BR   | Bartosz Golik        |
| 12 | BR   | Jan Adamiec          |
| 4  | OB   | Jakub Haładyń        |
| 97 | OB   | Jakub Myśliwczyk     |
| 30 | OB   | Wiktor Skroch        |
| 19 | OB   | Daniel Kaletka       |
| 8  | OB   | Igor Rogowski        |
| -  | OB   | Cezary Ziarkowski    |
| -  | OB   | Szymon Andrejczyk    |
| -  | OB   | Tomasz Semik         |
| 42 | PO   | Mateusz Jastrzembski |
| 16 | PO   | Olaf Baranowicz      |

| Nr | Poz. | Piłkarz               |
| -- | ---- | --------------------- |
| 27 | PO   | Fabian Cieślar        |
| 22 | PO   | Mateusz Draga         |
| 7  | PO   | Oliwier Kwiatkowski   |
| 6  | PO   | Tomasz Wroza          |
| 77 | NA   | Patryk Gembicki       |
| 9  | NA   | Oliwier Jarosz        |
| 11 | NA   | Mateusz Rzeszowski    |
| 94 | NA   | Maksymilian Zieliński |
| 10 | NA   | Robert Woźniak        |
|    |      |                       |
|    |      |                       |
|    |      |                       |
|    |      |                       |
|    |      |                       |

## Sztab szkoleniowy
Stan na 2 stycznia 2019
- Trenerzy – Marek Koniarek i Rafał Bosowski
- Asystent trenera – Michał Majsner
- Trener bramkarzy – Marek Kolonko
- Kierownik drużyny – Marek Kolonko
- Fizjoterapeuci – Mateusz Otrębski i Katarzyna Bogacka
- Lekarz – Rafał Markowski

## Wychowankowie Rozwoju w reprezentacji Polski
- Arkadiusz Milik – reprezentant Polski
- Tomasz Zdebel – były reprezentant Polski

## Reprezentanci Polski w Rozwoju
- Lechosław Olsza (zawodnik)
- Dariusz Grzesik (zawodnik)
- Mariusz Śrutwa (zawodnik)
- Seweryn Gancarczyk (zawodnik)
- Spirydion Albański (trener)
- Alojzy Łysko (trener)
- Antoni Nieroba (trener)
- Marek Motyka (trener)
- Marek Koniarek (trener)
- Dariusz Fornalak (trener)